# Union sportive de Poussan
Maillots
L’Union sportive de Poussan est un club français de balle au tambourin localisé à Poussan (Hérault). Les deux équipes fanions du club ont représenté ou représentent le club parmi l'élite en homme et en femme.

Le club est fondé en 1920 et "refondé" en 1987.

## Histoire
Représenté au plus haut niveau chez les hommes et les femmes en tambourin en plein air, Poussan a remporté son 1er titre de champion de france dans cette version du jeu en 2008 en homme (Championnat de France de balle au tambourin et Championnat de France de balle au tambourin féminin).
En salle, en revanche, Poussan possède l'un des plus beaux palmarès européens avec sept victoires en Coupe d'Europe des clubs champions : 1999 lors d'une entente avec le club de Balaruc, 2004 et 2006 chez les hommes et 2004, 2006, 2007 et 2009 chez les femmes (Coupe d'Europe des clubs champions de balle au tambourin et Coupe d'Europe des clubs champions féminine de balle au tambourin) ainsi que de nombreux titres nationaux en hommes et en femmes.